# Ty Olsson
Tyler Victor Olsson (Halifax, Nueva Escocia, 28 de enero de 1974) es un actor canadiense, conocido por interpretar a Ord en la serie animada infantil de PBS Kids Dragon Tales (1999-2005), a la víctima real del 11 de septiembre Mark Bingham en la película de televisión de A&E Flight 93 (2006), y a Benny Lafitte en Supernatural (2013-2019).

## Biografía
Olsson nació en Halifax, Nueva Escocia, Canadá, y se crio en Ottawa, Ontario. Asistió a Canterbury High School una escuela de artes en Ottawa, donde se especializó en teatro, danza y música. Continuó estudiando interpretación en Studio 58.

## Carrera
Olsson ha aparecido principalmente en papeles secundarios o de personajes principales en varias películas y programas de televisión. Como actor de voz, es más conocido como la voz de Herry en la exitosa serie de televisión canadiense Class of the Titans, y el hermano mayor de Ian, Kyle, en la serie animada de YTV Being Ian. También apareció en Battlestar Galactica, en Christmas Caper junto a Shannen Doherty en 2007, y como Rollie Crane en Defying Gravity. Olsson interpretó a Mark Bingham, víctima del 11 de septiembre, en la película para televisión de A&E Flight 93. Ty inicialmente interpretó el papel del ayudante Andy en Eureka, pero fue reemplazado por Kavan Smith después de dos apariciones. Uno de los papeles más notables de Olsson es el de Benny, un vampiro, en la temporada 8 de Supernatural.

## Vida personal
Olsson estuvo casado con Leanna Nash desde 2005 hasta su divorcio en 2012. Tienen dos hijas, Daygan y MacKenzie. El 7 de septiembre de 2019, Olsson se casó con Katherine Lohmeyer, enfermera de la UCIN en Las Vegas, Nevada. Ty Olsson y Katherine Lohmeyer presentaron una petición conjunta de divorcio el 8 de septiembre de 2021.
Olsson actualmente está en una relación con su compañero actor de Supernatural DJ Qualls, y los dos tienen planes de casarse.

## Filmografía

### Películas
| Año  | Título                                    | Rol                                         | Notas                       |
| ---- | ----------------------------------------- | ------------------------------------------- | --------------------------- |
| 1999 | Lake Placid                               | State Trooper                               |                             |
| 2000 | How to Kill Your Neighbor's Dog           | Policía #6 - Detective                      | Lanzada en 2002             |
| 2001 | Valentine                                 | Jock                                        |                             |
| 2002 | Mobile Suit Gundam: Char's Counterattack  | Astonaige Medoz                             | Voz                         |
| 2002 | Ignition                                  | Compañero de Conor                          |                             |
| 2002 | Lone Hero                                 | Sticky                                      |                             |
| 2002 | Stark Raving Mad                          | Nate                                        |                             |
| 2003 | Dreamcatcher                              | Conductor                                   |                             |
| 2003 | Willard                                   | Oficial Salmon                              |                             |
| 2003 | Agent Cody Banks                          | Guardia de seguridad                        |                             |
| 2003 | X-Men 2                                   | Mitchell Laurio                             |                             |
| 2003 | G.I. Joe: Spy Troops                      | Storm Shadow                                | Voz                         |
| 2004 | G.I. Joe: Valor vs. Venom                 | Storm Shadow                                | Voz                         |
| 2004 | G.I. Joe: Ninja Battles                   | Storm Shadow                                | Voz                         |
| 2004 | Miracle                                   | Policía                                     |                             |
| 2004 | Walking Tall                              | Deputy                                      |                             |
| 2004 | The Chronicles of Riddick                 | Merc                                        |                             |
| 2005 | Elektra                                   | Segundo paramedico                          |                             |
| 2005 | Missing in America                        | Soldado                                     |                             |
| 2005 | Ark                                       | Lorris                                      | Voz                         |
| 2005 | Chaos                                     | Damon Richards                              |                             |
| 2005 | The Score                                 | Owen                                        |                             |
| 2005 | Just Friends                              | Tim                                         |                             |
| 2006 | RV                                        | Policía                                     |                             |
| 2006 | Firewall                                  | Policía de control de tráfico en aeropuerto |                             |
| 2006 | Deck the Halls                            | Trucker                                     |                             |
| 2007 | Aliens vs. Predator: Requiem              | Nathan                                      |                             |
| 2007 | Married Life                              | Policía                                     |                             |
| 2007 | Christmas Caper                           | Sheriff Hank Harrison                       |                             |
| 2008 | Chaos Theory                              | Evil Ferryman                               |                             |
| 2008 | The Day the Earth Stood Still             | Colonel                                     |                             |
| 2009 | 2012                                      | Oficial de Air Force One                    |                             |
| 2011 | Rise of the Planet of the Apes            | Jefe John Hamil                             |                             |
| 2011 | The Twilight Saga: Breaking Dawn – Part 1 | Phil                                        |                             |
| 2012 | The Twilight Saga: Breaking Dawn – Part 2 | Phil                                        | No acreditado               |
| 2013 | Borealis                                  | Vic                                         | Directamente para video     |
| 2014 | Godzilla                                  | Jainway                                     |                             |
| 2014 | Cut Bank                                  | Harvey                                      |                             |
| 2014 | Deeper                                    | The Hunter                                  | Directamente para video     |
| 2015 | Just the Way You Are                      | Ian Wreitz                                  | Película de Hallmark        |
| 2015 | 12 Rounds 3: Lockdown                     | Harris                                      | Directamente para video     |
| 2017 | The Shack                                 | Abuelo de Mack                              |                             |
| 2017 | War for the Planet of the Apes            | Red                                         | Voz y captura de movimiento |
| 2017 | S.W.A.T.: Under Siege                     | Ward                                        | Directamente para video     |
| 2018 | Gumshoes                                  | Buddy Griss                                 |                             |
| 2023 | Thanksgiving                              | Mitch Collins                               |                             |

### Televisión
| Año        | Título                                     | Rol                                                                                  | Notas                   |
| ---------- | ------------------------------------------ | ------------------------------------------------------------------------------------ | ----------------------- |
| 1998       | The X-Files                                | Joven Orderly                                                                        | Episodio: "Kitsunegari" |
| 1998       | The Sentinel                               | Bo Crockett                                                                          | 1 episodio              |
| 1998       | Cupid                                      | Jerk                                                                                 | 1 episodio              |
| 1999       | The Crow: Stairway to Heaven               | Funboy/George Jamieson                                                               | 5 episodios             |
| 1999       | The Sheldon Kennedy Show                   | Mark                                                                                 | Película de televisión  |
| 1999       | As Time Runs Out                           | Luke                                                                                 | Película de televisión  |
| 1999       | Cold Squad                                 | Eric Peter Winslow                                                                   | 1 episodio              |
| 1999, 2003 | The Wonderful World of Disney              | Frank Pierce, Demons Fan #2                                                          | 2 episodios             |
| 1999, 2005 | Stargate SG-1                              | Jaffa #1/Coronel Barnes                                                              | 2 episodios             |
| 1999-2005  | Dragon Tales                               | Ord                                                                                  | Voz, 94 episodios       |
| 2000       | Mobile Suit Gundam Wing                    | Voces adicionales                                                                    | 1 episodio              |
| 2000       | A Storm in Summer                          | Ciclista                                                                             | Película de televisión  |
| 2000       | Up, Up and Away                            | Barker                                                                               | Película de televisión  |
| 2000       | Harsh Realm                                | Guardia republicano                                                                  | 1 episodio              |
| 2000-2001  | The Outer Limits                           | Mike, Franklin                                                                       | 2 episodios             |
| 2000-2002  | Dark Angel                                 | Mario el guardaespaldas                                                              | 2 episodios             |
| 2001       | Black River                                | Frank Yarley                                                                         | Película de televisión  |
| 2001       | Night Visions                              | Camarero, Paramedico #2                                                              | 2 episodios             |
| 2002       | Tom Stone                                  | Eugene                                                                               | 2 episodios             |
| 2002       | Jeremiah                                   | Rourke                                                                               | 1 episodio              |
| 2002       | Critical Assembly                          | Jeff                                                                                 | Película de televisión  |
| 2003       | Just Cause                                 |                                                                                      | 1 episodio              |
| 2003       | Battlestar Galactica                       | Lt. Aaron Kelly                                                                      | Miniserie               |
| 2003       | Tarzan                                     | Oficial de control animal                                                            | 2 episodios             |
| 2004       | Transformers: Energon                      | Downshift                                                                            | Voz                     |
| 2004       | The Ranch                                  | Other David                                                                          | Película de televisión  |
| 2004       | Kingdom Hospital                           | Danny                                                                                | 10 episodios            |
| 2004       | Dead Like Me                               | Buddy Briggs                                                                         | 1 episodio              |
| 2005       | Krypto the Superdog                        | Drooly                                                                               | Voz, 1 episodio         |
| 2005       | Being Ian                                  | Kyle/Evan/Grey/Hombre/ Conductor de scooter 2/Maestro/Nerd 2 / Patient / Bank Robber | Voz                     |
| 2005       | Class of the Titans                        | Herry/Henry/Minotauro                                                                | Voz                     |
| 2005-2009  | Battlestar Galactica                       | LSO Capt. Aaron Kelly                                                                | 8 episodios             |
| 2006       | Supernatural                               | Eli                                                                                  | 1 episodio              |
| 2006       | Flight 93                                  | Mark Bingham                                                                         | Película de televisión  |
| 2006-2008  | Men in Trees                               | Sam the Plow Guy                                                                     | 16 episodios            |
| 2007       | Fallen                                     | Hawkins                                                                              | 1 episodio              |
| 2007-2008  | Flash Gordon                               | Vultan                                                                               | 3 episodios             |
| 2008       | Mayerthorpe                                | Brock Myrol                                                                          | Película de televisión  |
| 2009       | Defying Gravity                            | Rollie Crane                                                                         | 12 episodios            |
| 2009       | Smallville                                 | Policía/Sniper                                                                       | 1 episodio              |
| 2009       | Psych                                      | Manetti                                                                              | 1 episodio              |
| 2009-2010  | Eureka                                     | Andy                                                                                 | 2 episodios             |
| 2009-2012  | Iron Man: Armored Adventures               | Killer Shrike                                                                        | Voz, 3 episodios        |
| 2010       | V                                          | Rehén perteneciente a la Quinta Columna                                              | 2 episodios             |
| 2011       | Ice Road Terror                            | Jack Simmons                                                                         | Película de televisión  |
| 2011       | The Killing Game                           | Joe Quinn                                                                            | Película de televisión  |
| 2011       | Heartland                                  | Bruce Tatum                                                                          | 1 episodio              |
| 2011-2012  | Voltron Force                              | Hunk                                                                                 | Voz, 25 episodios       |
| 2011-2012  | True Justice                               | Castillo, Axel                                                                       | 7 episodios             |
| 2012       | Hell on Wheels                             | Lt. Griggs                                                                           | 2 episodios             |
| 2012       | Once Upon a Time                           | Hordor                                                                               | 1 episodio              |
| 2012       | Falling Skies                              | Sgt. Clemons                                                                         | 2 episodios             |
| 2012       | Flashpoint                                 | James Mitchell                                                                       | 1 episodio              |
| 2012       | Arrow                                      | Martin Somers                                                                        | 1 episodio              |
| 2013       | Played                                     | Russell Hagler                                                                       | 1 episodio              |
| 2013-2014  | Packages from Planet X                     | Troll                                                                                | Voz, 26 episodios       |
| 2013-2019  | Supernatural                               | Benny Lafitte                                                                        | 10 episodios            |
| 2014       | The Tomorrow People                        | Errol                                                                                | 1 episodio              |
| 2014-2015  | Unreal                                     | Kirk                                                                                 | 4 episodios             |
| 2014-2015  | Continuum                                  | Marcellus                                                                            | 4 episodios             |
| 2014-2016  | Nerds and Monsters                         | Stan Grissle                                                                         | Voz, 40 episodios       |
| 2014-2017  | The 100                                    | Nyko                                                                                 | 10 episodios            |
| 2015       | Strange Empire                             | Bo                                                                                   | 1 episodio              |
| 2015       | iZombie                                    | Detective Pratt                                                                      | 1 episodio              |
| 2015       | Just the Way You Are                       | Ian                                                                                  | Película de televisión  |
| 2015       | The Legend of Davy Crockett                | Davy Crockett                                                                        | Película de televisión  |
| 2015-2016  | Motive                                     | Tim Kelly                                                                            | 2 episodios             |
| 2016       | Dirk Gently's Holistic Detective Agency    | Dorian                                                                               | 2 episodios             |
| 2016       | Murder, She Baked: A Peach Cobbler Mystery | Sheriff Jim Grant                                                                    | Película de televisión  |
| 2017       | Slasher: Guilty Party                      | Glenn, Ben                                                                           | 6 episodios             |
| 2018       | NCIS                                       | Burke                                                                                | 1 episodio              |
| 2018-2019  | The Man in the High Castle                 | Major Tod Metzger                                                                    | 6 episodios             |
| 2019       | Project Blue Book                          | Sheriff Donnelly                                                                     | 1 episodio              |
| 2019       | Black Summer                               | Patrick                                                                              | 1 episodio              |
| 2020       | Fortunate Son                              |                                                                                      | 8 episodios             |
| 2020       | Big Sky                                    | George                                                                               | 1 episodio              |
| 2020-2021  | Wynonna Earp                               | Sheriff Hoyt Clayborn                                                                | 5 episodios             |
| 2022       | Angry Birds: Summer Madness                | Bomb                                                                                 | Rol principal           |
| 2024       | Billy the Kid                              | Coronel Nathan Dudley                                                                | 3 episodios             |

### Videojuegos
| Año  | Título                    | Rol de voz | Notas                         |
| ---- | ------------------------- | ---------- | ----------------------------- |
| 2000 | Dragon Tales: Dragon Seek | Ord        |                               |
| 2003 | Homeworld 2               | Piloto #3  |                               |
| 2016 | Dead Rising 4             | Frank West | Acreditado como Victor Nosslo |

## Premios y nominaciones
| Año  | Premio             | Categoría                                                             | Proyecto               | Resultado |
| ---- | ------------------ | --------------------------------------------------------------------- | ---------------------- | --------- |
| 2016 | Premios UBCP/ACTRA | Mejor actor                                                           | Unreal                 | Nominado  |
| 2017 | Premios Leo        | Mejor actuación de soporte de un hombre en una película de televisión | A Surrogates Nightmare | Ganador   |